# فلورید باریم
فلورید باریم (به انگلیسی: Barium fluoride) با فرمول شیمیایی BaF۲ یک ترکیب شیمیایی است که جرم مولی آن ۱۷۵٫۳۴ g/mol می‌باشد. شکل ظاهری این ترکیب، بلورهای مکعبی سفید است.